# Günther Andrae
Günther Andrae (* 30. September 1928) ist ein ehemaliger deutscher Radrennfahrer und nationaler Meister im Radsport.

## Sportliche Laufbahn
Andrae war im Bahnradsport und im Straßenradsport aktiv. Er begann erst 1949 mit dem Radsport, den er neben seinem Medizinstudium betrieb. 1950 gewann der RC Herpersdorf, dem Andrae angehörte, die nationale Meisterschaft in der Mannschaftsverfolgung mit Gotthard Dinta, Hans Schwab, Günther Andrae und Fritz Neuser. 1951 verteidigten diese vier Fahrer den Titel.
1950 gewann Andrae sechs Rennen, darunter das Eintagesrennen Rund um Schwaben und das Etappenrennen München–Vöhringen.